# El Mehdi El Bassil
El Mehdi El Bassil est un footballeur marocain né le 14 décembre 1987. Il évolue actuellement au poste de défenseur et attaquant.

## Biographie
Commençant une carrière de football en 2005 avec l'Union de Touarga jusqu'en 2007, il joue avec celui-ci lors de la saison 2005-2006, dans le championnat de troisième division puis la saison suivante après que son club est promu pour des raisons inconnues, il joue en seconde division avant de se faire transférer au club des FAR de Rabat.
Ses débuts chez les FAR de Rabat sont excellents puisque pour sa première saison dans ce club, il remporte le championnat ainsi que la coupe ceux qui constituent un doublé. Ensuite, lors de la saison suivante, il remporte le championnat mais se classe quatrième avec son club et à partir de cette saison jusqu'à son départ, les FAR ne gagnent plus de titre.
En 2011, Mehdi est transféré au Maghreb de Fès avec lequel il remporter au total 4 titres soit tout d'abord le Tournoi Ahmed Antifi 2011, la Coupe du Trône, la Coupe de la confédération et enfin la Supercoupe de la CAF.

## Palmarès
Maghreb de Fès :
- Championnat du Maroc
  - Vice-Champion : 2011
- Tournoi Antifi
  - Vainqueur en 2011
- Coupe de la confédération
  - Vainqueur en  2011
- Coupe du trône
  - Vainqueur : 2011
- Supercoupe de la CAF
  - Vainqueur : 2012

 FUS de Rabat
- Championnat du Maroc
  - Champion : 2016
- Coupe du trône
  - Vainqueur : 2014